# Зискинд, Яков Маркович
Яков Маркович Зискинд (31 декабря 1912, Ходорков, Волынская губерния — 17 марта 1989, Москва, СССР) — советский писатель, драматург и сценарист.
Учился в Одесском художественном институте. С 1936 года работал на Одесской киностудии. Награждён медалями. Член Союза писателей СССР (1978).

## Сочинения

### Проза
- Счастливая семейка: Юмористические рассказы и фельетоны. М., 1980
- Фея на пенсии: Юмористические рассказы и фельетоны. М., 1981

### Драматургия
- После свадьбы: Либретто музыкальной комедии. М., 1959
- Цирк зажигает огни. М., 1960
- Счастливый рейс: Музыкальная комедия. М., 1965
- Прощай Неаполь…: Музыкальная комедия. М., 1966
- Алло, Варшава!: Оперетта. М., 1967
- Чудесный бинокль: Сборник произведений для эстрады. М., 1970
- Месяц в раю: Музыкальный детектив. М., 1975
- Анонимное письмо: Музыкальная комедия. М., 1976
- Анютины глазки: Музыкальная комедия. М., 1977
- Жди солдата!: Музыкальная комедия. М., 1978
- Девушка, купленная на базаре: Комедия. М., 1979
- Встретим хлебом-солью: Комедия. М., 1980
- Громкая свобода: Сборник одноактных пьес. М., 1982

## Фильмография
- 1955 — «Молдавские напевы» — автор текста песен
- 1955 — «Юля-капризуля» — автор текста песен
- 1957 — «В одной столовой…» — сценарист
- 1957 — «Слово имеют куклы» — сценарист
- 1957 — «Наш милый доктор» — сценарист
- 1968 — «Ангел в тюбетейке» — сценарист[1]
- 1971 — Алло, Варшава! — сценарист[2]
- 1972 — «Цирк зажигает огни» — автор либретто
- 1989 — «Под куполом цирка» — сценарист